# Équipe cycliste Jamis
L'équipe cycliste Jamis est une équipe cycliste américaine participant aux circuits continentaux de cyclisme et en particulier l'UCI America Tour.

## Histoire de l'équipe
L'équipe est créée en 2003, sous le nom Colavita-Bolla Wines. En 2009, elle gagne le classement par équipes du National Racing Calendar (NRC). À l'issue de cette saison, la société Colavita cesse d'être le principal sponsor de l'équipe. Elle est remplacée en 2010 par Jamis, fournisseur de cycles de l'équipe depuis 2008. En 2010, l'équipe désormais appelée Jamis-Sutter Home remporte le titre individuel du NRC grâce à Luis Amarán.
En 2013, l'équipe recrute le Colombien Janier Acevedo. Celui-ci est une des révélations de la saison. Il gagne notamment des étapes dans des épreuves relevées comme le Tour of the Gila, le Tour de Californie ou le Tour du Colorado. Il finit sur le podium du Tour de Californie et du Tour de l'Utah et porte le maillot de leader dans chacune de ces courses. Ses performances lui permettent de remporter le classement individuel de l'UCI America Tour 2013.

## Principales victoires
- Joe Martin Stage Race : Luis Romero (2010) et Ian Crane (2014)
- Tour of Elk Grove : Luis Romero (2011)

## Classements UCI
Jusqu'en 1998, les équipes cyclistes sont classées par l'UCI dans une division unique. En 1999 le classement UCI par équipes est divisé entre GSI, GSII et GSIII. L'équipe est classée parmi les Groupes Sportifs III (GSIII), la troisième division des équipes cyclistes professionnelles. Les classements donnés ci-dessous sont ceux de la formation en fin de saison.
| Saison | Classement par équipes | Meilleur coureur au classement individuel |
| ------ | ---------------------- | ----------------------------------------- |
| 2004   | 29e (GSIII)            | Nathan O'Neill (416e)                     |

Depuis 2005, l'équipe participe aux épreuves des circuits continentaux et principalement les courses du calendrier de l'UCI America Tour. Le tableau ci-dessous présente les classements de l'équipe sur les circuits, ainsi que son meilleur coureur au classement individuel. 

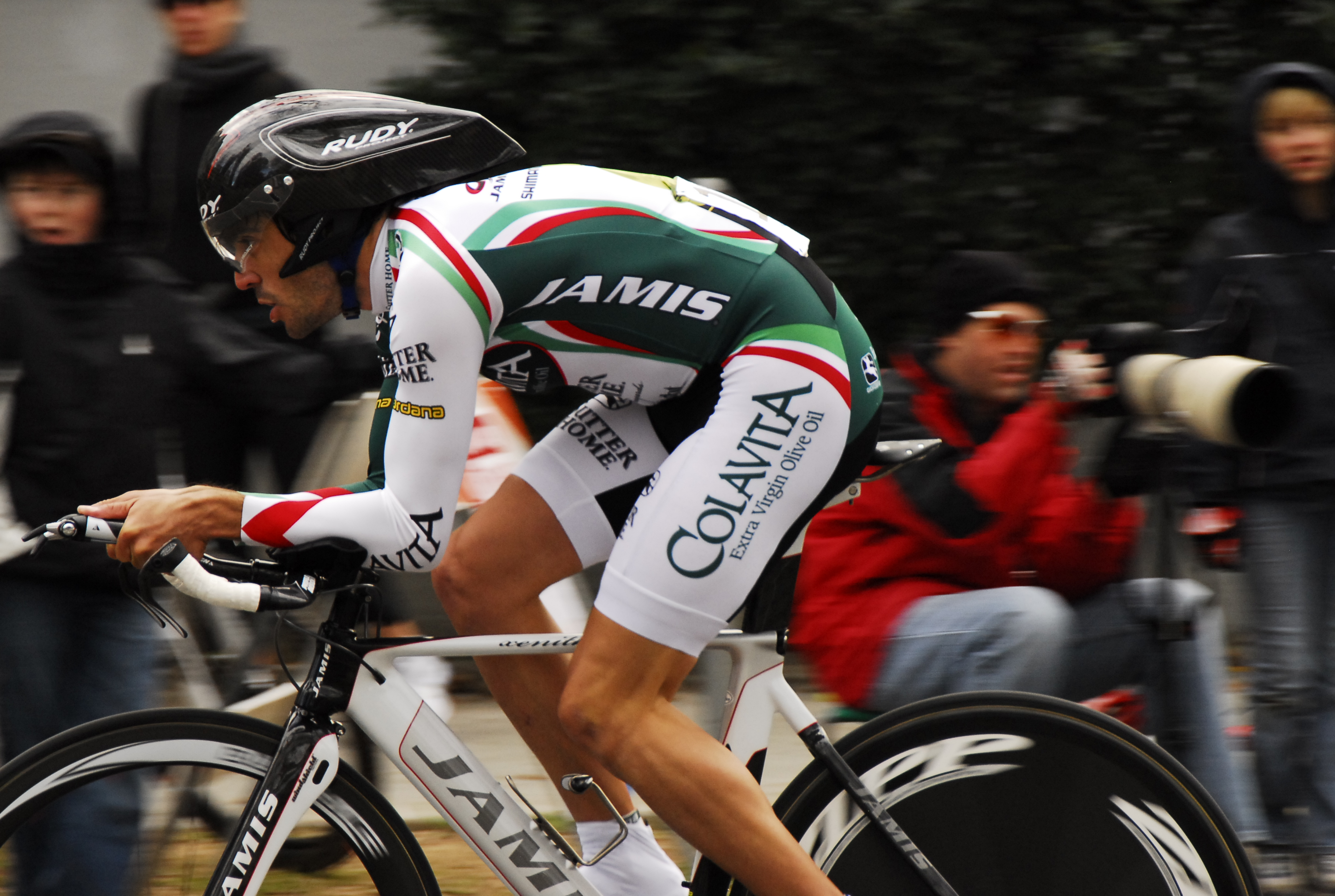
Alejandro Borrajo lors du Tour de Californie 2009

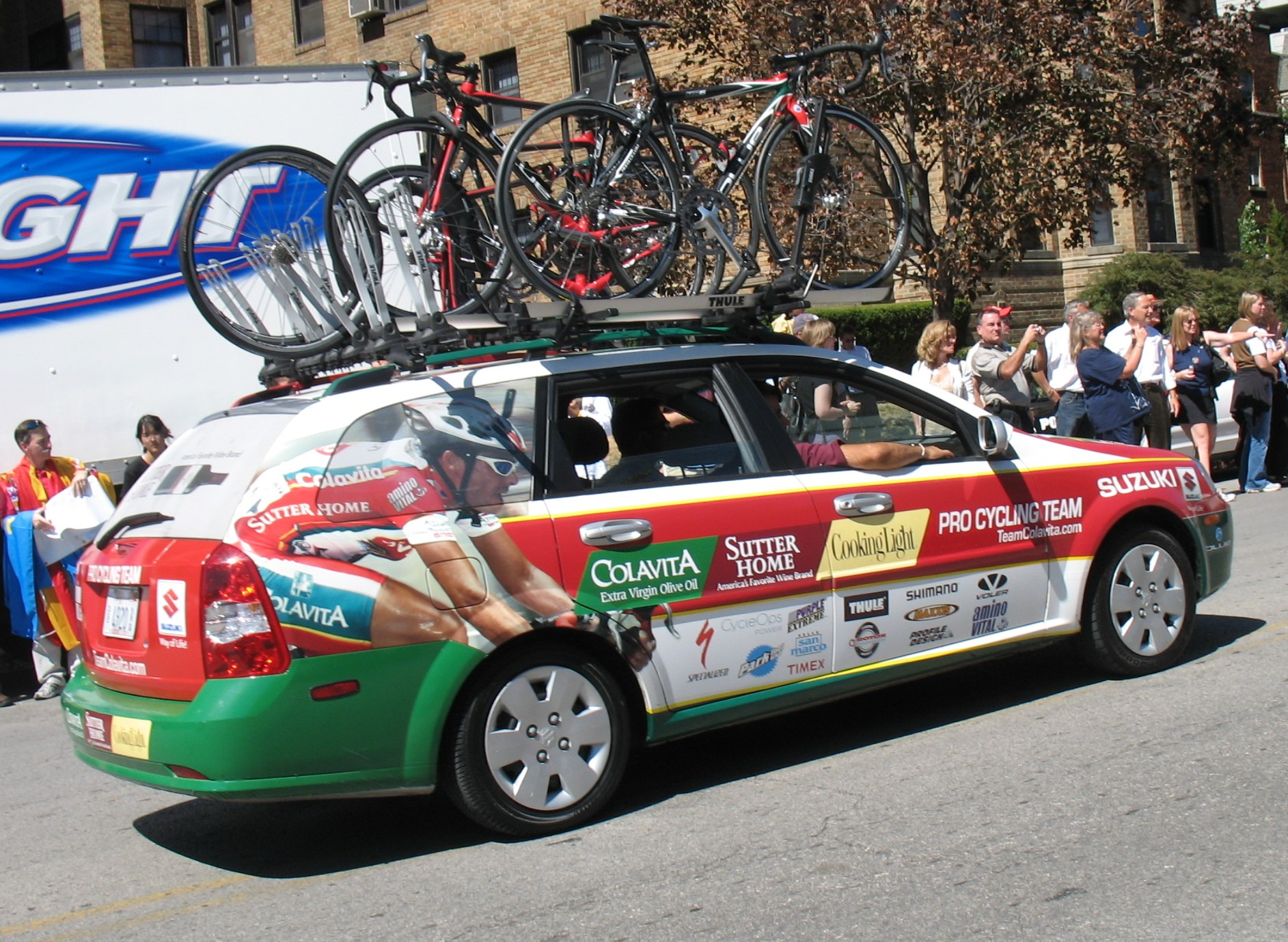
Voiture de l'équipe en 2007

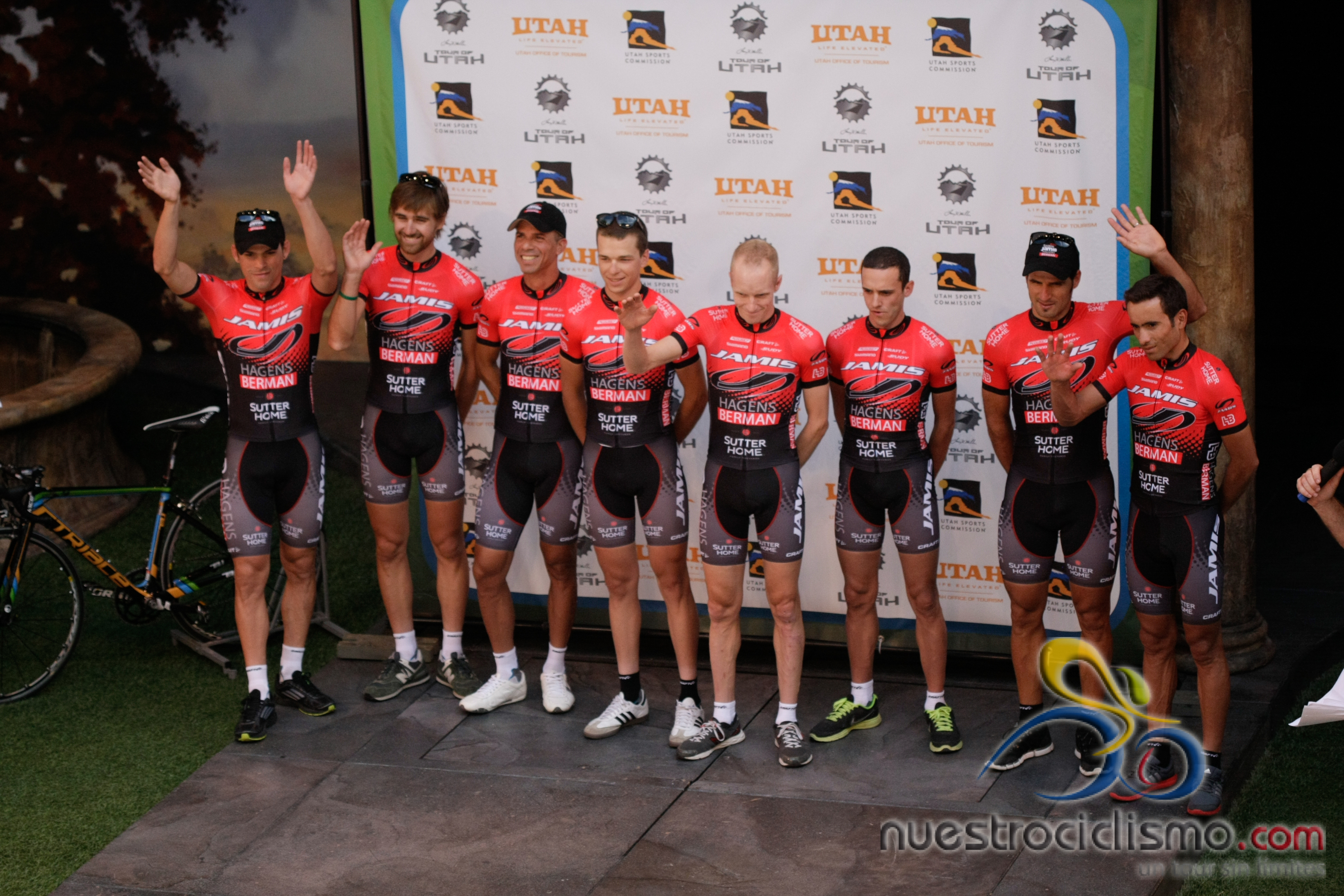
L'équipe en 2013

UCI America Tour
| Saison | Classement par équipes | Meilleur coureur au classement individuel |
| ------ | ---------------------- | ----------------------------------------- |
| 2005   | 10e                    | Mark McCormack (61e)                      |
| 2006   | 15e                    | Mark McCormack (170e)                     |
| 2007   | 17e                    | Charles Dionne (57e)                      |
| 2008   | 18e                    | Lucas Sebastián Haedo (83e)               |
| 2009   | 9e                     | Lucas Sebastián Haedo (25e)               |
| 2010   | 11e                    | Alejandro Borrajo (66e)                   |
| 2011   | 9e                     | Luis Romero (42e)                         |
| 2012   | 21e                    | Fernando Antogna (81e)                    |
| 2013   | 4e                     | Janier Acevedo (1er)                      |
| 2014   | 8e                     | Daniel Jaramillo (46e)                    |
| 2015   | 9e                     | Daniel Jaramillo (22e)                    |
| 2016   | 7e                     | Eric Marcotte (24e)                       |

UCI Asia Tour
| Saison | Classement par équipes | Meilleur coureur au classement individuel |
| ------ | ---------------------- | ----------------------------------------- |
| 2007   | 45e                    | Jonathan Clarke (245e)                    |

UCI Europe Tour
| Saison | Classement par équipes | Meilleur coureur au classement individuel |
| ------ | ---------------------- | ----------------------------------------- |
| 2006   | 118e                   | Viktor Rapinski (1162e)                   |
| 2007   | 132e                   | David McCann (1187e)                      |

UCI Oceania Tour
| Saison | Classement par équipes | Meilleur coureur au classement individuel |
| ------ | ---------------------- | ----------------------------------------- |
| 2007   | 19e                    | David McCann (12e)                        |

## Jamis en 2016[11]

### Effectif
| Cycliste              | Date de naissance | Nationalité | Équipe 2015                        |  |
| --------------------- | ----------------- | ----------- | ---------------------------------- |  |
| Janier Acevedo        | 6 décembre 1985   | Colombie    | Cannondale-Garmin                  |  |
| Luis Amarán           | 7 avril 1979      | Cuba        | Jamis-Hagens Berman                |  |
| Stephen Bassett       | 27 mars 1995      | États-Unis  | Hagens Berman U23                  |  |
| Rubén Companioni      | 18 mai 1990       | Cuba        | Stradalli Cycle-Safftti Smart Wear |  |
| Lucas Sebastián Haedo | 18 avril 1983     | Argentine   | Jamis-Hagens Berman                |  |
| Stephen Leece         | 4 novembre 1991   | États-Unis  | Jamis-Hagens Berman                |  |
| Eric Marcotte         | 8 février 1980    | États-Unis  | SmartStop                          |  |
| Carson Miller         | 9 janvier 1989    | États-Unis  | Jamis-Hagens Berman                |  |
| Kyle Murphy           | 5 octobre 1991    | États-Unis  | Lupus Racing                       |  |
| Brayan Sánchez        | 3 juin 1994       | Colombie    | Orgullo Antioqueño                 |  |

### Victoires
| Date       | Course                               | Pays       | Classe | Vainqueur             |
| ---------- | ------------------------------------ | ---------- | ------ | --------------------- |
| 21/04/2016 | 2e étape de la Joe Martin Stage Race | États-Unis | 2.2    | Janier Acevedo        |
| 22/04/2016 | 2e étape de la Joe Martin Stage Race | États-Unis | 2.2    | Lucas Sebastián Haedo |
| 7/05/2016  | 4e étape du Tour of the Gila         | États-Unis | 2.2    | Eric Marcotte         |
| 15/06/2016 | 3e étape du Tour de Colombie         | Colombie   | 2.2    | Lucas Sebastián Haedo |
| 17/06/2016 | 5e étape du Tour de Colombie         | Colombie   | 2.2    | Lucas Sebastián Haedo |